# Сакунети
Сакунети (груз. საყუნეთი) — село в Грузии, на территории Ахалцихского муниципалитета края (мхаре) Самцхе-Джавахети.

## География
Село находится в южной части Грузии, на правом берегу реки Куры, на расстоянии приблизительно 8 километров (по прямой) к северо-востоку от города Ахалцихе, административного центра муниципалитета. Абсолютная высота — 930 метров над уровнем моря.

## Население
По результатам официальной переписи населения 2014 года, в Сакунети проживало 472 человека (242 мужчины и 230 женщин). В национальной структуре населения грузины составляли 98,9 %, армяне — 0,4 %, абхазы — 0,23 %, греки — 0,23 %, русские — 0,23 %.
| Год  | Население, человек |
| ---- | ------------------ |
| 2002 | 593                |
| 2014 | ↘ 472              |